# Ошурга
Ошурга́ (рос. Ошурга, марій. Ошӱргӧ) — присілок у складі Медведевського району Марій Ел, Росія. Входить до складу Пекшиксолинського сільського поселення.

## Населення
Населення — 247 осіб (2010; 225 у 2002).
Національний склад (станом на 2002 рік):
- марійці — 77 %